# مارك أندرسون (لاعب غولف)
مارك أندرسون (بالإنجليزية: Mark Anderson)‏ هو لاعب غولف أمريكي، ولد في 14 فبراير 1986 في أنابولس في الولايات المتحدة.

## وصلات خارجية
- مارك أندرسون على موقع رابطة لاعبي الغولف المحترفين (الإنجليزية)
- مارك أندرسون على موقع التصنيف العالمي الرسمي للغولف (الإنجليزية)